# Na (kana)
En l'escriptura japonesa, els caràcters な (hiragana) i ナ (katakana) són dues mores o kanes que ocupen la 21a posició en el sistema modern d'ordenació alfabètica gojūon (五十音), entre と i に; i el 21è en el poema iroha, entre ね i ら. En fonologia, una mora és la unitat superior al segment i inferior a la síl·laba.
En la taula de l'ordre gojūon (per columnes, i de dreta a esquerra), es troba a la cinquena columna (な行, columna «na») i la primera fila (あ段, fila «a»).

La taula gojūon

Tant な com ナ provenen del kanji 奈. Existeix una versió hentaigana de な, , que prové del kanji 奈.

## Romanització
Segons els sistemes de romanització Hepburn modificat, Kunrei-shiki i Nihon-shiki, な, ナ es romanitzen com a «na».

## Escriptura
|  | El caràcter な s'escriu amb quatre glifs: 1. Traç horitzontal curt en la part superior esquerra del caràcter. 2. Traç quasi vertical que talla el primer. 3. En la part dreta del caràcter, un petit ganxo. 4. A sota del tercer traç, un traç vertical que es corba a l'esquerra, formant un bucle. |
|  | El caràcter ナ s'escriu amb dos glifs: 1. Traç horitzontal. 2. Traç vertical que al final es corba cap a l'esquerra. |

## Altres escriptures
| な / ナ en braille japonès  | な / ナ en braille japonès                                | な / ナ en braille japonès                               | な / ナ en braille japonès                                                             |
| --------------------------- | --------------------------------------------------------- | -------------------------------------------------------- | -------------------------------------------------------------------------------------- |
| な / ナ na                  | なあ / ナー nā                                            | Altres kanes basades en な                               | Altres kanes basades en な                                                             |
| な / ナ na                  | なあ / ナー nā                                            | にゃ / ニャ nya                                          | にゃあ / ニャー nyā                                                                    |
| ⠅ (braille pattern dots-13) | ⠅ (braille pattern dots-13) · ⠒ (braille pattern dots-25) | ⠈ (braille pattern dots-4) · ⠅ (braille pattern dots-13) | ⠈ (braille pattern dots-4) · ⠅ (braille pattern dots-13) · ⠒ (braille pattern dots-25) |

- Alfabet fonètic: 「名古屋のナ」 ("el na de Nagoya")
- Codi Morse:[7] •－•